# Mesto prevar
Mesto prevar je knjižni prvenec Mihaele Margan Kocbek, ki je leta 2019 izšel pri Mladinski Knjigi. Knjiga je v prvih mesecih dosegla mejo 1000 izposoj v knjižnicah. Za promocijo so posneli tudi predstavitveni video z manekenko Tino Gaber.

## Vsebina
Glavna junakinja Emilija, je predstavnica službe za stike z javnostmi na policijski postaji, a hrepeni po delu na terenu. Namesto da bi preživela miren konec tedna s prijateljicami, se zaplete s sodelavcem in vključi v veliko preiskavo ugrabitve županovega sina. Sledi vodijo globoko v mestno podzemlje in razkrijejo spletke ter prevare, v katere so vpleteni najpomembnejši mestni veljaki. V vse skupaj se vmeša še policijska načelnica, ki se ne more sprijazniti, da ji je mlajša sodelavka speljala ljubimca, in Emilija se mora pošteno potruditi, da bo rešila primer in tudi svojo glavo. 